# Graafschap Schwarzburg-Ebeleben
Het graafschap Schwarzburg-Ebeleben (Duits: Grafschaft Schwarzburg-Ebeleben) was een klein rijksgraafschap in het Heilige Roomse Rijk. Schwarzburg-Ebeleben ontstond in 1651 na de verdeling van Schwarzburg-Sondershausen tussen drie zoons van Christiaan Günther I. Lodewijk Günther II kreeg Ebeleben. Na zijn overlijden in 1681 werd Schwarzburg-Ebeleben weer verenigd met Schwarzburg-Sondershausen.

## Graaf
- 1651–1681: Lodewijk Günther II